# Gramada
Gramada (bulgariska: Грамада) är en ort i Bulgarien.   Den ligger i kommunen Obsjtina Gramada och regionen Vidin, i den nordvästra delen av landet, 140 km norr om huvudstaden Sofia. Gramada ligger 234 meter över havet och antalet invånare är 1 872.
Terrängen runt Gramada är platt. Runt Gramada är det ganska glesbefolkat, med 21 invånare per kvadratkilometer.. Närmaste större samhälle är Kula, 12,5 km nordväst om Gramada.
Trakten runt Gramada består till största delen av jordbruksmark.